# Apriona marcusiana
Apriona marcusiana es una especie de escarabajo longicornio del género Apriona, subfamilia Lamiinae. Fue descrita científicamente por Kriesche en 1920.
Se distribuye por Indonesia (Borneo, Sumatra), Malasia y Birmania. Mide 41-68 milímetros de longitud. El período de vuelo de esta especie ocurre en los meses de marzo, abril, mayo, junio y diciembre.